# Aquivaldo Mosquera
Aquivaldo Mosquera Romaña (* 22. Juni 1981 in Apartadó) ist ein kolumbianischer Fußballspieler, der beim Club América Innenverteidiger spielt.

## Spielerkarriere
Aquivaldo Mosquera startete seine Fußballerkarriere in seiner kolumbianischen Heimat bei Atlético Nacional. Nach fünf Jahren mit dem Gewinn der Apertura 2005 als Krönung verließ Mosquera seinen Club in Richtung Mexiko, um bei CF Pachuca anzuheuern. In den beiden Jahren dort konnte er immerhin vier Titel erringen (zweimal gewann er mit seiner Mannschaft die Clausura, einmal den CONCACAF Champions’ Cup und einmal die Copa Sudamericana).
Im Sommer 2007 wechselte Mosquera zum FC Sevilla. Bei den Spaniern holte er im Rahmen der Saisoneröffnung mit seinem Club den Spanischen Supercup nach zwei Siegen über Real Madrid.

## Titel

### Verein
Atlético Nacional
- Kolumbianischer Meister: Apertura 2005

 CF Pachuca
- Mexikanischer Meister: Clausura 2006, Clausura 2007
- CONCACAF Champions’ Cup: 2007
- Copa Sudamericana: 2006

 FC Sevilla
- Spanischer Supercupsieger: 2007

 Club América
- Mexikanischer Meister: Clausura 2013

### Persönlich
- Balón de Oro als bester Innenverteidiger der Saison 2006/07